# پانا ماریا (تگزاس)
پانا ماریا، تگزاس(به انگلیسی: Panna Maria, Texas) شهری در ایالت تگزاس از ایالات جنوبی ایالات متحده آمریکا است.